# Mieczysław Wołudzki
Mieczysław Wołudzki (ur. 15 stycznia 1920 w Wilnie, zm. 11 lipca 2008 w Głownie) – harcmistrz Związku Harcerstwa Polskiego.
Organizator i pierwszy komendant Hufca ZHP w Głownie. Był także założycielem i pierwszym dyrektorem Państwowego Domu Dziecka w Głownie. Jako żołnierz Armii Krajowej (ps. Ikar) był uczestnikiem akcji „Burza” .
Był członkiem Światowego Związku Żołnierzy Armii Krajowej. W 2003 r. Rada Miasta Głowno nadała mu tytuł Zasłużonego Obywatela Miasta Głowna. Był także Honorowym Komendantem Hufca ZHP w Głownie.
11 lipca 2008 roku zmarł we własnym domu w Głownie, najprawdopodobniej w czasie snu. 

## Odznaczenia
- Krzyż Kawalerski Orderu Odrodzenia Polski
- Krzyż Partyzancki
- Złoty Krzyż Zasługi
- Srebrny Krzyż Zasługi
- Krzyż Armii Krajowej
- Medal Komisji Edukacji Narodowej
- Złoty Krzyż „Za Zasługi dla ZHP”
- Srebrny Krzyż "Za Zasługi dla ZHP"